# 同船爱歌
《同船爱歌》，是2016年奥利维尔·杜卡斯特尔与雅克·玛尔提诺执导的一部浪漫剧情片 。
其被选入第66屆柏林影展的《電影大觀》上展出，同时，导演并获得了泰迪熊奖之观众奖。

## 概要
两个男人在一家迪斯可舞厅一见钟情，在清晨的几个小时期间他们兩人深入了解彼此。

## 技术人员
- 原标题：同船的泰奥和雨果（Théo et Hugo dans le même bateau）
- 国际标题：巴黎05:59（Paris 05:59）
- 执导：奥利维尔·杜卡斯特尔，雅克·玛尔提诺
- 编剧：奥利维尔·杜卡斯特尔，雅克·玛尔提诺
- 取景：Barnabé d' Hauteville
- 攝影：Manuel Marmier
- 音效：Tristan Pontécaille
- 剪輯：Pierre Deschamps
- 音乐：Karelle-Kuntur
- 製片：Emmanuel Chaumet
- 製片商：Ecce Films；Épicentre Films（联合）
- 发行公司：Épicentre Films
- 原产国： 法國
- 原语言：法国
- 类型：戏剧 浪漫
- 持续时间：97分钟[2]
- 发布日期：
  - 德国：2016年2月15日（柏林）
  - 法国：2016年3月2日（Lyon Mixed Screens Festival）；2016年4月20日（In&Out）；2016年4月27日（全国）

## 演员
- 杰弗瑞·古艾：西奥
- 弗朗索瓦·纳伯：雨果
- Georges Daaboul：叙利亚的卖家
- Élodie Adler：护士
- Claire Deschamps：内地人
- Jeffry Kaplow：脾气暴躁的邻居
- Marieff Ditier：地铁裡的妇女

## 荣誉

### 提名与单元
- 第66屆柏林影展：電影大觀
- 瓜达拉哈拉国际电影节：Premio Maguey单元[3]
- In & Out : Esperluette du Meilleur Long Métrage单元

### 获奖
- 第66屆柏林影展：泰迪熊奖之观众奖
- 瓜达拉哈拉国际电影节：Premio Maguey [4]
- In&Out：公众奖[5]
- 2016卡布尔电影节：杰弗瑞·古艾与弗朗索瓦·纳伯的新人奖
- FilmOut圣地亚哥：杰弗瑞·古艾与弗朗索瓦·纳伯的最佳国际电影奖和最佳男主角奖

## 注记和参考文献
1. ↑  . UniFrance. 22 February 2016  [2017-08-27]. （原始内容存档于2020-10-31）..
2. ↑  Jean-Baptiste Morain. . lesinrocks.com. 22 April 2016  [2017-08-27]. （原始内容存档于2020-12-02） （法语）..
3. ↑  .   [2017-08-27]. （原始内容存档于2016-04-26）.
4. ↑  （西班牙文） Palmarès du FICG （页面存档备份，存于）
5. ↑  .   [2017-08-27]. （原始内容存档于2020-11-30）.